# Dogbite (zespół muzyczny)
Dogbite – polski muzyczny zespół rockowy założony w 1996 r w Warszawie, którego liderem jest Marcin „Martini” Kurowski. W początkach działalności pozostający pod wpływem punk rocka, a z upływem czasu, korzystający również ze stylistyki reggae, rock and rolla, ska. W trakcie dotychczasowej kariery, zespół wystąpił na wielu festiwalach, nieustanie aktywny na scenie rockowej. Skład formacji tworzą: Marcin „Martini” Kurowski (voc.), Adam „Sadam” Zaręba (git. b.voc), Bartosz „Levy” Lewandowski (perkusja, b.voc), Tomasz „Sroker” Sroka (bas), Piotr „Iron” Dąbkowski (b.voc.)

## Historia
Pierwszy koncert zespołu Dogbite odbył się w lutym 1997 r. w nieistniejącym już klubie „U Michaela” na warszawskim Bemowie. Po wielu koncertach oraz bardzo ciepłym przyjęciu przez publiczność, zespół postanowił zarejestrować materiał na debiutancką płytę. Nagrania w Media Studio zostały ukończone w grudniu 2001 a pierwszym sukcesem zespołu było związanie się z wytwórnią Warner Music Poland. Efektem współpracy było wykorzystanie utworu Dogbite do promocji kultowego filmu Marka Koterskiego „DZIEŃ ŚWIRA” 2002 r. W tym samym roku Dogbite wystąpił na głównej scenie Przystanku Woodstock.
W 2003 roku ukazała się debiutancka płyta zespołu zatytułowana „Ugryzł mnie pies: czyli psy, koty i inne kłopoty”. Oprócz wspomnianego „Dnia Świra”, promowały ją single i teledyski do utworów „Regałowy” oraz „Gizela”. W teledysku „Regałowy” wystąpiła Aleksandra Woźniak, znana wówczas z roli w serialu „13 posterunek”. Teledysk do utworu „Gizela” przez wiele tygodni utrzymywał się na liście przebojów stacji muzycznej MTV, wielokrotnie zajmując pierwsze miejsce.
Kolejny album „Turboepka” ukazał się 2005 roku. Promowały go single „Hej Mała” i „Turbowarszawka”. Oba single miały wysokie rotacje w radiostacjach i telewizji.
Premiera trzeciego albumu Dogbite miała odbyć się w 2006 roku. Promujący utwór „Anatra Guardia” po premierze w radiostacjach państwowych, został zdjęty z anten ze względu na cenzurę związaną z satyrą bieżącej sytuacji politycznej. Bez możliwości promowania swojej muzyki, zespół postanowił zamrozić projekt i chwilowo zawiesił swoją aktywność.
Dogbite powrócił w 2013 roku z nowym albumem „Dynamit” i trasą koncertową. Album promowały single i teledyski do utworów „TNT Dynamit”, „W radio”, „Zakazane słowa”, „Banana”.
Dobry odbiór płyty, przekonał zespół do powrotu do zawieszonego projektu z cenzurowanym utworem. Album ukazał się pod nazwą „Anatra Guardia”. Płyta trafiła do serwisów streamingowych w 2014 roku.
Dużo nowych utworów powstało podczas trasy Big Bang Tour 2013-2015. Efektem tego było nagranie materiału na kolejną płytę pt. „5”
Piąty album promowały utwory „Top Modell”, „Happiness” i „N.A.N.A.”. Płyta uzyskała bardzo pozytywne recenzje w prasie. Teledysk do utworu „Happiness” został nakręcony w pięciu stanach USA oraz w meksykańskiej Tijuanie.
W 2022 roku zespół świętował 25 lecie działalności.
Zespół ma na swoim koncie sześć płyt studyjnych. DOGBITE znalazł się również na składance Polskiego Radia „Od czapy zestaw” i na specjalnym wydaniu DVD „DZIEŃ ŚWIRA”.
Utwór „REGAŁOWY” wykorzystano do wsparcia kampanii reklamowej fundacji „Rak ’n’ Roll”, wyświetlanej w blokach reklamowych, większości kanałów telewizyjnych.
Zespół na przestrzeni lat, zagrał kilkaset koncertów w całej Polsce, m.in. na głównych scenach Przystanku Woodstock, Jarocin Festiwal.

## Skład
| Obecni członkowie - Marcin „Martini” Kurowski – vocal - Adam „Sadam” Zaręba – gitara, b.voc - Bartosz „Levy” Lewandowski – perkusja, b.voc - Tomasz „Sroker” Sroka – gitara basowa - Piotr „Iron” Dąbkowski – b.voc | Byli członkowie - Andrzej Całka - Piotr Chancewicz - Marcin Kleiber - Michał Kurowski - Tomasz Radomski - Robert Świerczyński - Artur Grzenda - Paweł Jędrusik - Maciej Paprocki - Piotr Solnica - Piotr Kalus |

## Dyskografia
| Albumy: 1. „Ugryzł mnie pies – czyli psy koty i inne kłopoty” 2003 (GAG International/ Sonic) 2. „Turboepka” 2005 (GAG International/ Sonic) 3. „Anatra Guardia” 2006/2014 (Fonografika) 4. „Dynamit” 2013 (Fonografika) 5. „5” 2016(Fonografika) Single: - „Dzień świra” 2002 - „Zabijać siebie” 2002 - „Regałowy” 2003 - „Gizela” 2003 - „Hej mała” 2005 - „Turbowarszawka” 2005 - „Przybieżeli do Betlejem” 2005 - „Anatra Guardia” 2006 - „TNT Dynamit” 2013 - „W radio” 2013 - „Zakazane słowa” 2013 - „Banana” 2014 - „Top Modell” 2016 - „Happiness” 2016 - „N.A.N.A.” 2017 - „Ten Funk” 2018 - „Tango na Monbijou” 2019 - „Nowa moc” 2020 Teledyski: - „Dzień świra” 2002 - „Regałowy” 2003 - „Gizela” 2003 - „Hej mała” 2005 - „Turbowarszawka” 2005 - „Anatra Guardia” 2006 - „TNT Dynamit” 2013 - „W radio” 2013 - „Zakazane słowa” 2013 - „Banana” 2014 - „Top Modell” 2016 - „Happiness” 2016 - „N.A.N.A.” 2017 - „Ten Funk” 2018 - „Tango na Monbijou” 2019 - „Nowa moc” 2020 Inne wydania: Wydanie specjalne DVD „Dzień Świra” dodatki do filmu – teledysk „Dzień świra” |